# La fortaleza (programa de televisión)
La Fortaleza: El reto sagrado, conocido solo como La Fortaleza fue un programa de TV Azteca, es emitido y producido por A+. Se estrenó el 23 de octubre de 2017, teniendo como anfitriones al actor español Antonio Santana y a la actriz y nutrióloga deportiva Natalia Farías. En su inicio contaba con 16 o 18 participantes, divididos en cuatro equipos de cuatro integrantes: Amarilla, verde, roja y azul. Los concursantes debían competir en diversos circuitos de pruebas físicas y mentales para ganar el premio de dos millones de pesos mexicanos. Los equipos son llamados "Fortalezas" y los participantes son "Conquistadores".

## Producción

### Antecedentes
La idea de comprar los derechos de La Fortaleza surgió a raíz del éxito obtenido en La Isla y en Conquistadores del fin del mundo, realities previamente producidos por TV Azteca también.
Se pretendía un formato más deportivo que La Isla, ya que, a pesar de ser exitoso, mucha gente se quejaba de que pasaban mucho tiempo de convivencia y poco tiempo de pruebas físico-atléticas.

### Preproducción
La preproducción del show comenzó en enero del 2017. Se eligió la sede de Ciudad De México por contrato, y se eligió a Antonio Santana y Natalia Farías como conductores estelares.
Posteriormente se fueron concretando los fichajes de los famosos.

### Casting
El casting para ser parte se abrió en internet el 15 de mayo. En él hubo controversia, ya que se eligió ahora, en esta misma propuesta de este mismo programa, a otros concursantes reciclados de otros programas de televisión, locales y/o internacionales o de otras partes del mundo.

### Estreno
La fecha de estreno estaba prevista para el 25 de septiembre, sin embargo, se tuvo que retrasar cerca de un mes por los huracanes Irma y María en el Caribe, y por el Terremoto de Puebla de 2017 en México.

### Final
La final de La Fortaleza fue transmitida en el 18 de diciembre.

## Formato

### Circuitos (prueba diaria)
Consta de realizar una carrera enfrentándose los dos equipos participantes (amarilla, verde, roja y azul), en donde el objetivo es obtener 10 puntos logrados por series de carreras de un participante por equipo enfrentando solo mujer contra mujer y hombre contra hombre; estos participantes eligen su oponente durante varias rondas si es necesario. Los enfrentamientos se llevan a cabo en diferentes circuitos de varios colores, teniendo cada uno diferentes pruebas y obstáculos con dificultad de circunstancia las cuales son preparadas para los 4 amarillos, los 4 azules, los 4 rojos y los 4 verdes.

### Fortaleza 2 x 2
Batalla en donde 2 participantes por equipo, siendo un hombre y una mujer, (en algunas ocasiones) hombre y hombre o mujer y mujer; compiten en un circuito por turnos hasta conseguir 5 puntos para ganar para todo el equipo.

### Juego de trivia
Desafío que pone a prueba la cultura general de los participantes, consta de una serie de preguntas en rondas de eliminación donde el participante debe responder con cantidades; ganando solo una persona de ambos equipos; ya sea hombre o mujer. Obtiene el triunfo el que se acerque más al resultado pasándose de este o no; teniendo este el derecho de invitar a varios compañeros a disfrutar también del premio.

### Mini Games
Prueba que refleja las habilidades del participante por medio de desafíos en rondas de eliminación, donde sale un ganador por I, ganador absoluto o un equipo ganador; teniendo este el derecho de invitar a varios compañeros a disfrutar también del premio (en caso de que un equipo gane, todos disfrutan del premio).

## Descripción
Los 16 participantes estarán divididos en 4 expediciones, cada equipo tendrá un capitán semanal y estará conformado por dos mujeres y dos hombres quienes enfrentarán pruebas físicas y de destreza mental, cada una de ellas será una oportunidad para salvarse, por ello la única  manera de conquistar La Fortaleza y obtener el gran premio será enfrentando sus miedos, debilidades y limitaciones.
Diferentes pueblos, tribus y civilizaciones en la historia de la humanidad han intentado apoderarse de ésta Fortaleza sagrada y de ésta forma quedarse con el tesoro que esconde, que según la leyenda, les dará la supremacía absoluta de la tierra. Un lugar donde pocos pueden entrar y sólo un elégido podrá salir.
Cada semana un concursante será eliminado, la competencia es de lunes a viernes, cada día se elige un/a amenazado/a para que luche por su puesto en el viernes de eliminación, donde los 4 nominados tendrán que defender su estadía en la competencia.
Dato: en la historia de la humanidad en la competencia, el/la eliminado/a se le conoce como inciderado/a.

### Instrucciones
- Todo el equipo ganador nomina a un competidor del equipo perdedor.
- Todo el equipo perdedor nomina a uno de sus compañeros.
- El capitán ganador nomina a un competidor del equipo perdedor.
- El capitán del equipo perdedor nomina a un competidor de su equipo.
- Nominado por el talento del programa.
- Nominado disciplinariamente por faltar al reglamento.

## Participantes
| Etapa 3 (Fusión) | Etapa 3 (Fusión) | Etapa 3 (Fusión) | Etapa 3 (Fusión) | Etapa 3 (Fusión) | Etapa 3 (Fusión) | Etapa 3 (Fusión) | Etapa 3 (Fusión) | Etapa 3 (Fusión) | Etapa 3 (Fusión) | Etapa 3 (Fusión) | Etapa 3 (Fusión) | Etapa 3 (Fusión)                                                                   | Etapa 3 (Fusión) | Etapa 3 (Fusión)                        | Etapa 3 (Fusión) | Etapa 3 (Fusión) |
| Participante     | Participante     | Participante     | Participante     | Participante     | Participante     | Participante     | Participante     | Participante     | Participante     | Participante     | Participante     | Participante                                                                       | Edad             | Efectividad Final                       |                  |                  |
| ---------------- | ---------------- | ---------------- | ---------------- | ---------------- | ---------------- | ---------------- | ---------------- | ---------------- | ---------------- | ---------------- | ---------------- | ---------------------------------------------------------------------------------- | ---------------- | --------------------------------------- | ---------------- | ---------------- |
|                  |                  |                  |                  |                  |                  |                  |                  |                  |                  |                  |                  | Álvaro Álvarez Modelo y licenciado en ciencias internacionales. Míster México 2010 | 33               | Ganador de La Fortaleza.                |                  |                  |
|                  |                  |                  |                  |                  |                  |                  |                  |                  |                  |                  |                  | Saddan Rodríguez Modelo y entrenador personal.                                     | 26               | 2° Lugar de La Fortaleza.               |                  |                  |
|                  |                  |                  |                  |                  |                  |                  |                  |                  |                  |                  |                  | Raquel Becker Doble de Cine y traceur.                                             | 25               | Finalista de La Fortaleza.              |                  |                  |
|                  |                  |                  |                  |                  |                  |                  |                  |                  |                  |                  |                  | Miguel Pontón Arroyo Actor y corredor.                                             | 26               | Finalista de La Fortaleza.              |                  |                  |
|                  |                  |                  |                  |                  |                  |                  |                  |                  |                  |                  |                  | María "Maki" Martínez Escaladora.                                                  | 28               | Semifinalista Eliminada de La Fortaleza |                  |                  |
|                  |                  |                  |                  |                  |                  |                  |                  |                  |                  |                  |                  | Igor Testamarck Actor, modelo, entrenador canino y mago de profesión.              | 38               | Semifinalista Eliminado de La Fortaleza |                  |                  |
|                  |                  |                  |                  |                  |                  |                  |                  |                  |                  |                  |                  | Meire Carvalho Modelo y DJ de música electrónica.                                  | 32               | Semifinalista Eliminada de La Fortaleza |                  |                  |
|                  |                  |                  |                  |                  |                  |                  |                  |                  |                  |                  |                  | Miguel Arce Deportista de profesión, modelo, actor y chico reality.                | 33               | Semifinalista Eliminado de La Fortaleza |                  |                  |
| Etapa 2          |                  |                  |                  |                  |                  |                  |                  |                  |                  |                  |                  |                                                                                    |                  |                                         |                  |                  |
|                  |                  |                  |                  |                  |                  |                  |                  |                  |                  |                  |                  | Marisol Pérez Dávila Actriz y licenciada en artes escénicas.                       | 33               | 7.ª Eliminada de La Fortaleza           |                  |                  |
|                  |                  |                  |                  |                  |                  |                  |                  |                  |                  |                  |                  | Alexa Anaya Actriz.                                                                | 29               | Eliminada por prescripción médica       |                  |                  |
|                  |                  |                  |                  |                  |                  |                  |                  |                  |                  |                  |                  | Landy Candelario Modelo, conductora, actriz y entrenadora personal.                | 37               | 6.ª Eliminada de La Fortaleza           |                  |                  |
| Etapa 1          |                  |                  |                  |                  |                  |                  |                  |                  |                  |                  |                  |                                                                                    |                  |                                         |                  |                  |
|                  |                  |                  |                  |                  |                  |                  |                  |                  |                  |                  |                  | Cyntia Cofano Bailarina y acróbata.                                                | 26               | 5.os Eliminados de La Fortaleza         |                  |                  |
|                  |                  |                  |                  |                  |                  |                  |                  |                  |                  |                  |                  | Fabricio González Instructor personal.                                             | 24               | 5.os Eliminados de La Fortaleza         |                  |                  |
|                  |                  |                  |                  |                  |                  |                  |                  |                  |                  |                  |                  | Jhons Sosa Ruiz Instructor de baile.                                               | 26               | 4.os Eliminados de La Fortaleza         |                  |                  |
|                  |                  |                  |                  |                  |                  |                  |                  |                  |                  |                  |                  | Christian Infante Nutriólogo deportivo.                                            | 25               | 4.os Eliminados de La Fortaleza         |                  |                  |
|                  |                  |                  |                  |                  |                  |                  |                  |                  |                  |                  |                  | Pamela Ramírez Atleta.                                                             | 25               | 3.ª Eliminada de La Fortaleza           |                  |                  |
|                  |                  |                  |                  |                  |                  |                  |                  |                  |                  |                  |                  | Alex Acosta Modelo.                                                                |                  | 2° Eliminado de La Fortaleza            |                  |                  |
|                  |                  |                  |                  |                  |                  |                  |                  |                  |                  |                  |                  | Paola Morales "La Mostra" Actriz.                                                  | 31               | 1.ª Eliminada de La Fortaleza           |                  |                  |

Notas
1. ↑  Después de haberse ido el día 5, Maki reingresa el día 22.
2. ↑  Después de haber abandonado el día 5, Miguel A reingresa el día 15.
3. ↑  Alexa ingresa el día 8, en reemplazo de Maki.
4. ↑  Alex ingresa el día 8, en reemplazo de Miguel A.

## Participantes en competencias anteriores
| Álvaro Álvarez | Baila si puedes | 2015                                    | Semifinalista Eliminado |
| Cyntia Cofano  | Combate 3.ª Generación (2015) | 2015                                    | 2.ª Eliminada / 5.ª Eliminada |
| Miguel Arce    | Combate (temporada 2) (2011-2012) Combate (temporada 3) (2012-2013) Esto es guerra (temporada 3) (2013) Esto es guerra (temporada 4) (2013) Titanes Calle 7 Perú Combate (temporada 5) (2014) Amor a prueba (2014-2015) Combate (temporada 8) (2015) Combate (temporada 9) (2015) Combate (temporada 10) (2016) | 2011-2012 2012-2013 2013 2014 2015 2016 | Perdedor 5.° Eliminado Abandonó Perdedor 6.° Eliminado Ganador - Equipo Rojo 4.° Eliminado Ganador - Equipo Rojo Perdedor Abandonó |

### Otras apariciones en televisión
| Igor Testamarck  | Enamorandonos | 2018-2019 |  |
| Landy Candelario | Enamorandonos | 2017      |  |